# Condado de Maui
O Condado de Maui (em inglês:  Maui County) é um dos cinco condados do estado americano do Havaí. A sede  do condado é Wailuku. Foi fundado em 1905.
O condado possui uma área de 6 212 km², dos quais 3 008 km² estão cobertos por terra e 3 203 km² por água, uma população de 154 834 habitantes, e uma densidade populacional de 51,5 hab/km² (segundo o censo nacional de 2010). É o terceiro condado mais populoso do Havaí.